# امانسی
امانسی (به فرانسوی: Amancey) یک کمون در فرانسه است که در Canton of Amancey واقع شده‌است.

## خصوصیات
امانسی ۱۳٫۷۸ کیلومترمربع مساحت و ۶۳۸ نفر جمعیت دارد.